# Classe Anaga
Classe Anaga est une classe de patrouilleur  de haute mer (hauturier) de l'armada espagnole construite en Espagne, utilisé pour la surveillance des côtes, de la pêche et du sauvetage.

## Description
Ils arrivent dans la marine en 1980. Ils sont en passe d'être remplacés par la Classe Meteoro.

## Dotation
| Identifiant       | Nom       | Date de mise sur quille | Date d'entrée en service | Date de retrait du service | Image |
| ----------------- | --------- | ----------------------- | ------------------------ | -------------------------- | ----- |
| P-21 (ex PVZ-21)  | Anaga     | 14/2/1980               | 14/10/1980               | 11/6/2010                  |       |
| P-22 (ex PVZ-22)  | Tagomago  | 14/2/1980               | 30/1/1981                | -                          |       |
| P-23 (ex PVZ-23)  | Marola    | 11/4/1980               | 4/6/1981                 | 11/6/2010                  |       |
| P-24 (ex PVZ-24)  | Mouro     | 21/4/1980               | 14/7/1981                | 11/6/2010                  |       |
| P-25 (ex PVZ-25)  | Grosa     | 15/12/1980              | 15/9/1981                | 6/6/2012                   |       |
| P-26 (ex PVZ-26)  | Medas     | 15/12/1980              | 16/10/1981               | -                          |       |
| P-27 (ex PVZ-27)  | Ízaro     | 15/12/1980              | 9/12/1981                | 3/12/2010                  |       |
| P-28 (ex PVZ-28)  | Tabarca   | 15/12/1980              | 30/12/1981               | -                          |       |
| P-29 (ex PVZ-29)  | Deva      | 24/11/1981              | 3/6/1982                 | 23/7/2004                  |       |
| P-30 (ex PVZ-210) | Bergantín | 24/11/1981              | 28/7/1982                | 11/6/2010                  |       |